# 狭叶山榄
狭叶山榄（学名：Planchonella clemensii）为山榄科山榄属下的一个种。

## 扩展阅读
- 維基物種上的相關：狭叶山榄